# Johanniskirche (Lahnstein)

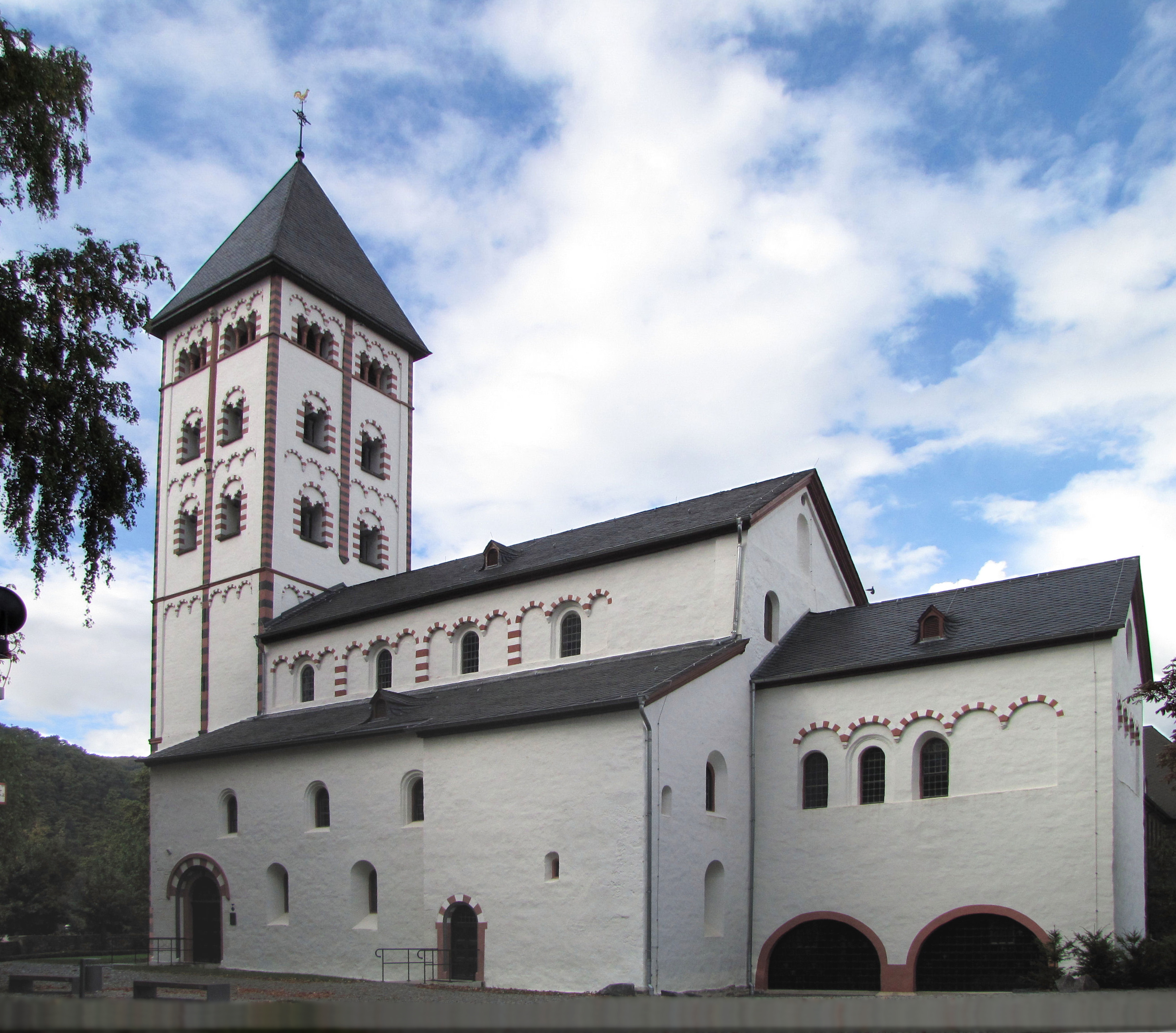
Die Johanniskirche in Lahnstein

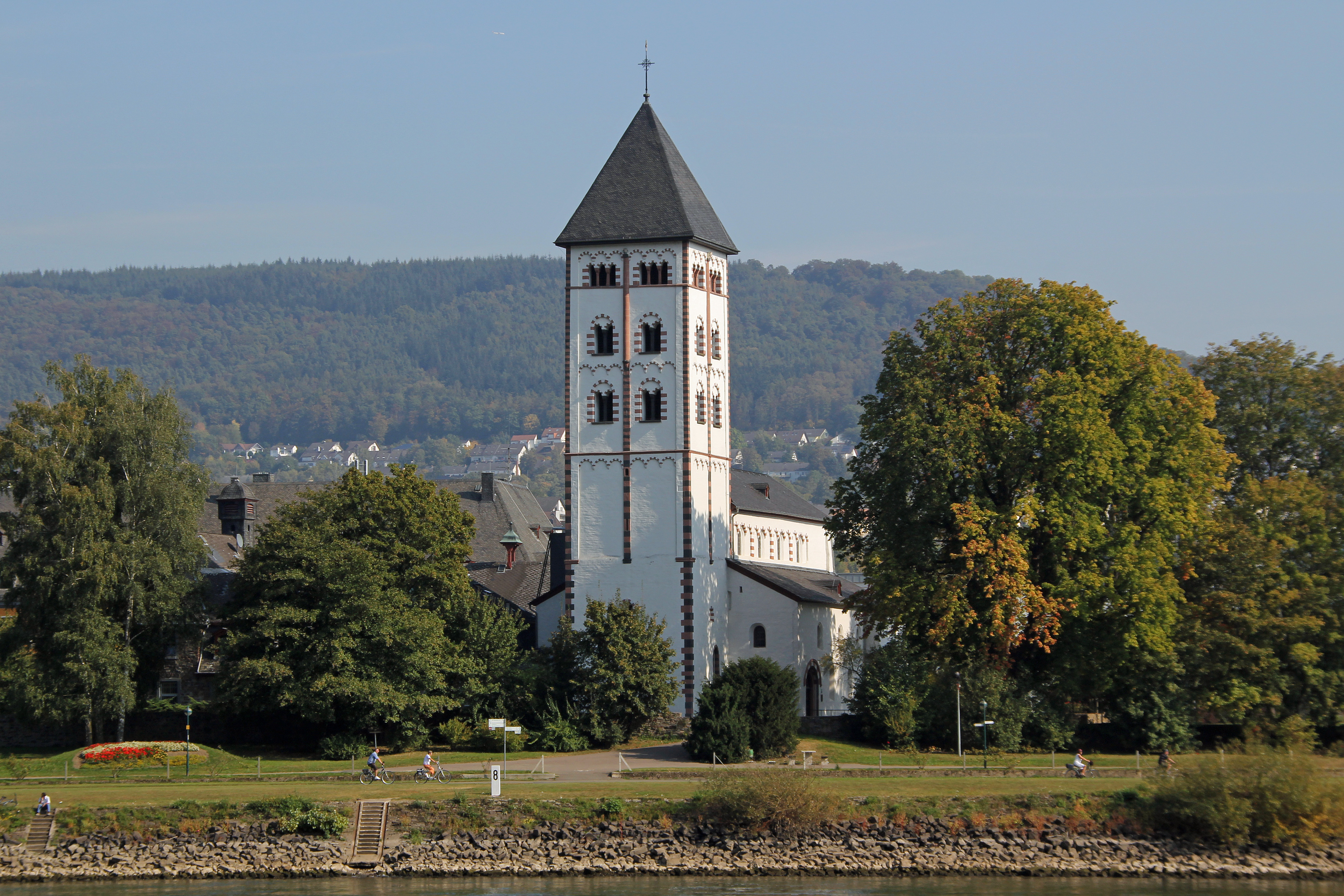
Die Johanniskirche vom Rhein gesehen

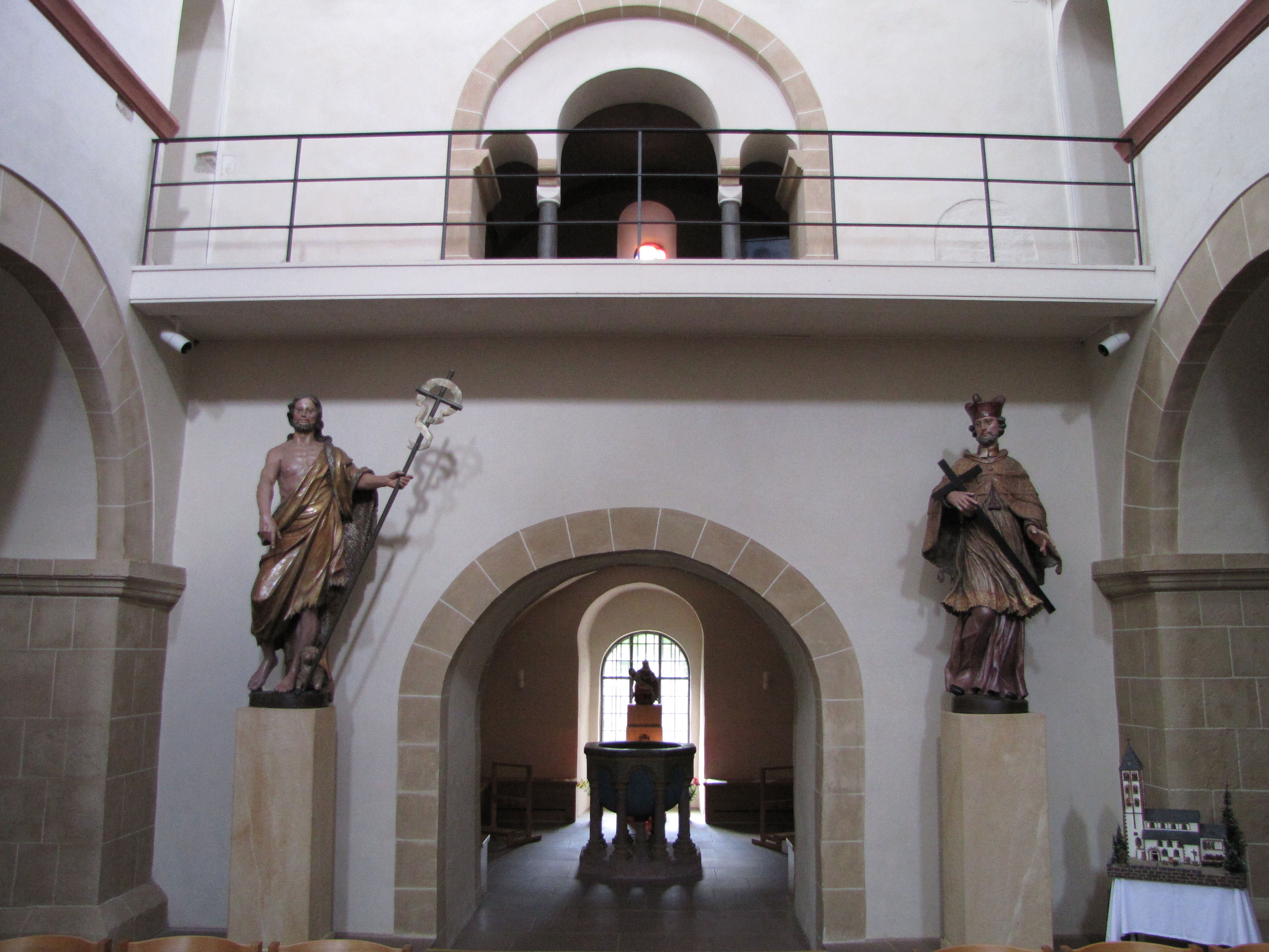
Innenraum mit den beiden Barockfiguren und dem Taufbecken

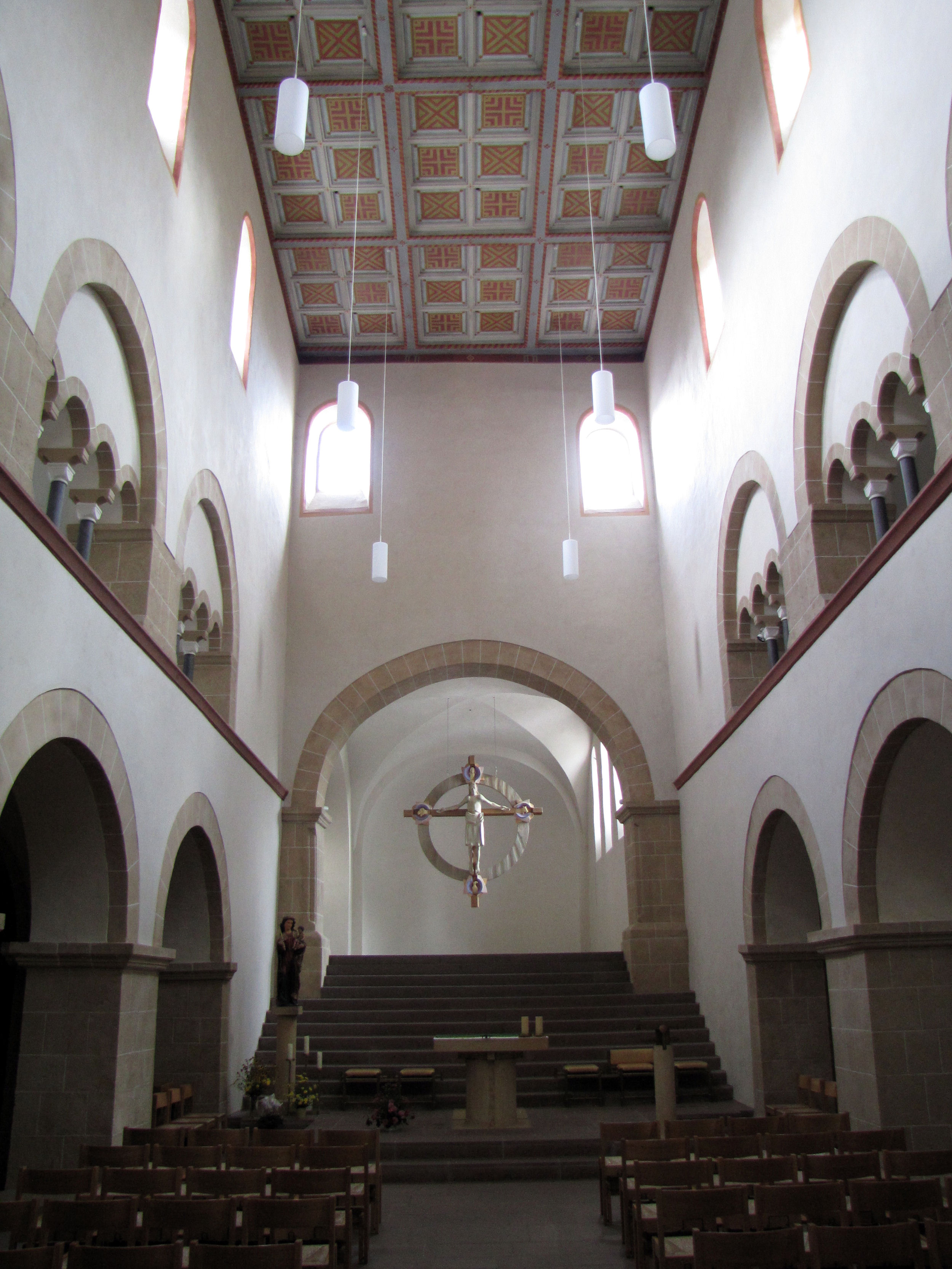
Innenraum mit Blick auf den Altarraum

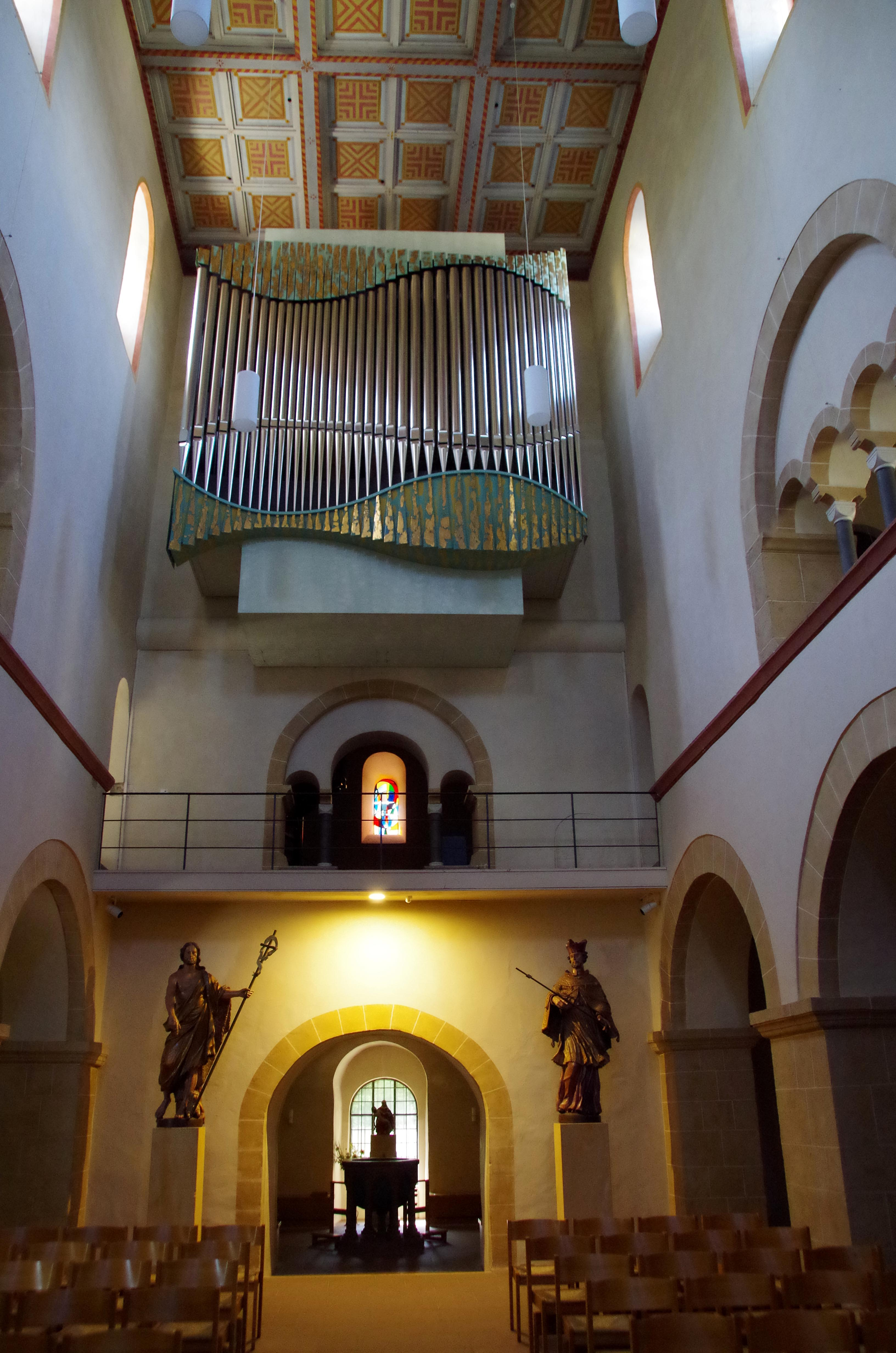
Blick ins Kirchenschiff nach Westen mit Orgelneubau

Die Johanniskirche ist eine katholische Kirche in Lahnstein (Rheinland-Pfalz). Die spätromanische Basilika, deren heutiger Bau im 12. Jahrhundert errichtet wurde und somit die älteste Emporenkirche am Mittelrhein ist, befindet sich mit dem angeschlossenen ehemaligen Johanniskloster der Kongregation vom Heiligsten Herzen Jesu und Maria unweit der Lahnmündung in den Rhein und des privaten Johannes-Gymnasiums Lahnstein im Stadtteil Niederlahnstein. Die Kirche, die zum Bistum Limburg gehört, trägt das Patrozinium des heiligen Johannes.

## Geschichte
Die Johanniskirche ging aus Resten eines Burgus hervor, den die Römer im Jahr 369 an der Lahnmündung erbauten. Er diente als Grenzbefestigung und war eine Art Wachtposten für das Kastell Confluentes (heute Koblenz). Nach Abzug der römischen Truppen bauten fränkische Adlige die Anlage zu einer Wohnburg um. Mitte des 9. Jahrhunderts kam eine kleine Eigenkirche dazu, deren Fundamente im Mittelschiff der heutigen Kirche gefunden wurden. Der Westturm, an den eine größere Saalkirche angebaut wurde, ist aus der Zeit vor dem Jahr 1000.
Die ältesten Teile des heutigen Kirchengebäudes wurden zwischen 1130 und 1136 erbaut, es war die früheste Emporenkirche am Rhein. Auf der Nordseite wurde um 1180 ein Flankierungsturm angebaut, der 1844 einstürzte. Das wehrhafte Kirchengebäude bot der Bevölkerung in verschiedenen kriegerischen Auseinandersetzungen Schutz. Im Dreißigjährigen Krieg erlitt die Kirche Schäden und wurde danach im Stil des Barock umgestaltet. Bei der Eroberung von Kurtrier 1794 durch französische Revolutionstruppen wurde die Kirche so stark beschädigt, dass das Gebäude fast 60 Jahre zur Ruine verwahrloste.
Nachdem der nördliche Chorflankenturm 1844 eingestürzt war, drängte der preußische König Friedrich Wilhelm IV., der von seiner Sommerresidenz Schloss Stolzenfels aus auf diese Ruine direkt an der Lahnmündung schaute, auf eine Wiederherstellung der Kirche. Die Kirchengemeinde konnte jedoch die hohen Kosten dafür nicht aufbringen. 1855 erklärte sich der Verein für Nassauische Altertumskunde und Geschichtsforschung in Wiesbaden bereit, den Wiederaufbau zu finanzieren. Er erfolgte von 1856 bis 1866 nach den Plänen von Baurat Eduard Zais und Oberbaurat Richard Götz. Ein spätgotischer Apostelschrein aus der Johanniskirche, der im Mittelalter für die Reliquien der Bischöfe Martin und Dionysius hergestellt wurde, befindet sich seit der Mitte des 19. Jahrhunderts in der Dominikanerkirche St. Andreas in Köln. Hier diente er zunächst der Aufbewahrung der Gebeine von Albertus Magnus. Heute enthält er die Armreliquie des Apostels Andreas und steht auf dem Hochaltar der Kölner Kirche.
1906 und 1907 wurde die Johanniskirche durch Max Cronenberg erneut umgebaut, als Benediktinerinnen aus Bonn-Endenich dort ihr Kloster errichteten, das 1920 von den Patres der Kongregation vom Heiligsten Herzen Jesu und Maria übernommen wurde. Das Klostergebäude schließt sich an die Nordseite der Kirche an.
Vollständig restauriert wurde die Kirche von 1940 bis 1942, von 1960 bis 1962 und von 1996 bis 2005. Die letzte Restaurierung war wegen Schäden durch die Rheinhochwasser 1993 und 1995 notwendig geworden. Dabei erhielt die Kirche schrittweise wieder einen Außenputz mit weiß-roter Farbfassung.

## Klostergebäude
Die zuvor als Ruine bestehende Kirche wurde 1856 wieder errichtet. Jedoch war die Kirche zu Beginn des 20. Jahrhunderts spärlich ausgestattet, so wurde von der Niederlahnsteiner Pfarrei als auch dem Limburger Bischof die Ansiedlung eines Ordens unterstützt. Im Zug der Stiftung einer Villa in Niederlahnstein übernahmen die Benediktinerinnen auch die Verantwortung um das Gelände. Da die preußische Regierung als auch das bischöflichen Ordinariat bedenken hatten, dass ein unpassender Klosterneubau die Wirkung der mittelalterlichen Kirche schmälern würde, musste der Architekt in Absprache mit dem preußischen Provinzialkonservator bestimmt werden. Der Regierungsbaumeister Richard Saran, der ebenfalls für den Bau des Gebäudes des Oberpräsidiums der Rheinprovinz zuständig war, entwickelte den grundlegenden Entwurf. Die Ausführungspläne wurden von einem Architekten aus Frankfurt erarbeitet und die Ausführung übernahm der Architekt Max Cronenberg. Durch Auflagen, die die Höhe des Gebäudes betrafen, wurde die Souterrain sehr tief angelegt, sodass das Hochwasser das Gebäude sehr häufig flutete. Bei seiner Errichtung wurden Reste einer spätgotischen Sakristei beseitigt und ein Durchbruch zum Chor der Kirche ausgeführt, der die Hauskapelle der Benediktinerinnen mit der Kirche verband.
Das Hochwasser 1910 führte zu schweren Schäden. Durch
ständige Feuchtigkeit und Kälte verstarben 1911 und 1917 17 Schwestern an Tuberkulose und Grippe. So wurde entschieden das Kloster 1920 an die Arnsteiner Patres zu verkaufen. 1926 stand der Kreuzgang 82 cm unter Wasser, während die Kirche sogar 1,62 m unter Wasser stand.
Der Aufbau des Klosters war für einen kontemplativen Schwesternorden ausgerichtet, sodass umfassende Umbauarbeiten durchgeführt werden mussten. 1925 wurde die Hauskapelle zugemauert und mit Hilfe einer Zwischenebene in zwei Stockwerke geteilt. Der obere Teil dente als Schlafsaal für Schüler und der untere Raum als Unterrichts- und Aufenthaltsraum. Die Klassenräume, Schlafsäle, ein Studienraum, ein Speisesaal sowie ein Duschraum befanden sich im Klosterbau. Die Tagestoiletten lagen außerhalb des Gebäudes an der zum Rhein gelegenen Mauer. 1934 wurde eine Zentralheizung installiert. Bereits zur Zeit der Benediktinerinnen soll es Pläne zur Erweiterung des Klosters gegen haben, die vor 1933 von den Patres in Erwägung gezogen wurden. Nach der Schließung des Internats 1938 verfielen die Planungen und der Orden nutzte freigewordene personelle und finanzielle Mittel zum renovieren der Johanniskirche von 1940 bis 1942.
Im Juli 1940 wurde in den Räumen des Klosters ein Kriegsgefangenenlager errichtet, in das die Männer des Arbeitskommandos 795 eingewiesen wurden. Diese arbeiteten vor allem für die Drahtwerke C. S. Schmidt. Mit der Zeit wurden auch zivile Zwangsarbeiter und andere Kriegsgefangene für andere Niederlahnsteiner Betriebe im Kloster untergebracht, u. a. der Didierwerke oder des Forstamtes.
Durch Kriegsschäden kaum beeinflusst diente der Klosterbau ab 1945 wieder als Schule. Es wurden sechs Klassenräume und ein Theatersaal eingerichtet. Die Schlafsäle der Schüler befanden sich im Dachgeschoss, der nicht beheizt und gedämmt wurde. Auch wurden Teile des Kreuzgangs in der folgenden Zeit zu Klassenräumen. Mit dem Bau des heutigen "Altbaus" des Johannes Gymnasiums konnten einige Schüler in dessen Dachgeschoss schlafen. Jedoch wurden die Verhältnisse nicht besser, da mehr Internatseinschreibungen zu einer gleichbleibend hohen Belastung beitrugen. Erst 1962/63 und 1963/65 mit dem Bau der Häuser Damian, für die Mittelstufe, und Sebastian, für die Oberstufe, konnten die Verhältnisse der Schüler verbessert werden. Die Unterstufe wurde daraufhin in das leer gewordene Dachgeschoss des "Altbaus" umgesiedelt. Sodass das Kloster nun ausschließlich den Patres und Brüdern zur Verfügung stand und dementsprechend umgebaut wurde.
2010 wurde das Kloster von den Patres, die bis zu ihrem endgültigen Weggang 2014 im Haus Damian lebten, verkauft. Heute befinden sich dort eine Praxis und  Privatwohnungen.

## Bau und Ausstattung

### Innenraum

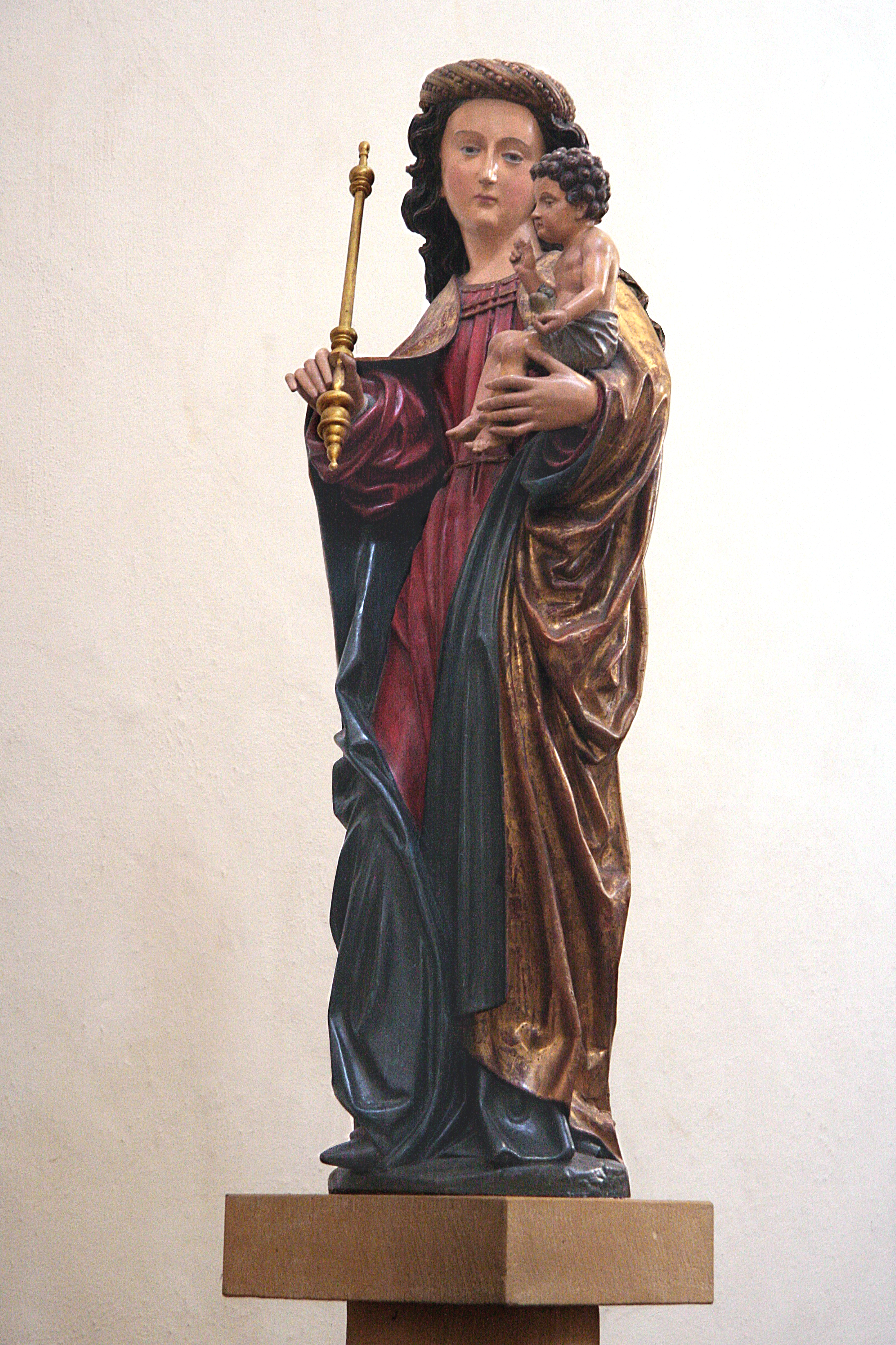
Madonna mit Perlenturban

Der Altarraum der vierjochigen Pfeilerbasilika wurde von dem Bildhauer Hubert Elsässer gestaltet. Die alte hölzerne Kirchenausstattung ist im Krieg von 1794 weitestgehend verbrannt worden. Neben dem Altar steht eine Madonna mit Kind, deren Haupt von einem Perlenturban geschmückt ist.
Aus der Erbauungszeit ist nur ein spätromanisches Taufbecken in der Halle des Westturms erhalten. Zur Ausstattung gehören ferner ein barockes Vesperbild und das Missionskreuz aus dem Jahr 1723 im Seitenschiff sowie die beiden Barockfiguren des hl. Johannes des Täufers und des hl. Johannes Nepomuk. Neben dem Zugang zur Krypta befindet sich ein Epitaph aus dem Jahr 1408, weitere Epitaphe hängen in der Krypta selbst.

### Orgel
Die Orgel wurde von dem Orgelbauer Claudius Winterhalter aus Oberharmersbach erbaut und am 13. Oktober 2013 eingeweiht. Zuvor stand in der Johanniskirche eine Orgel aus dem Jahr 1924 von dem Orgelbauer Peter Klein aus Obersteinebach, welche 1969 in der Kirche aufgestellt worden war und 20 Register auf zwei Manualen und Pedal vereinte. Die neue Orgel hat 21 Register (darunter 1 Vorabzug und 4 Transmissionen ins Pedal) auf zwei Manualwerken und Pedal. Die Spieltrakturen sind mechanisch, die Registertrakturen elektrisch.
| I Hauptwerk C–a3 |                                    |    |
| 1.               | Principal                          | 8' |
| 2.               | Traversflöte                       | 8' |
| 3.               | Octave                             | 4' |
| 4.               | Rohrflöte                          | 4' |
| 5.               | Superoctave (= Vorabz. von Nr. 6)0 | 2' |
| 6.               | Mixtur                             | 2' |
| 7.               | Trompete                           | 8' |

| II Nebenwerk C–a3 |            |        |
| 8.                | Bourdon    | 8'     |
| 9.                | Salicional | 8'     |
| 10.               | Fugara     | 4'     |
| 11.               | Holzflöte  | 4'     |
| 12.               | Quinte     | 2 ⁄3'  |
| 13.               | Flageolet  | 2'     |
| 14.               | Terz       | 1 3⁄5' |
| 15.               | Dulcian    | 8'     |
|                   | Tremulant  |        |

| Pedal C–f1 |                                  |     |
| 16.        | Subbass                          | 16' |
| 17.        | Octavbass (= Transm. von Nr. 1)  | 08' |
| 18.        | Flötbass (= Transm. von Nr. 2)   | 08' |
| 19.        | Bassoctave (= Transm. von Nr. 3) | 04' |
| 20.        | Fagott                           | 16' |
| 21.        | Trompete (= Transm. von Nr. 7)   | 08' |

- Koppeln: II/I (auch als Suboktavkoppel), I/P, II/P

### Glocken
Im Turm befindet sich die „Apolloniaglocke“, die älteste und einzig original erhaltene Glocke des Kirchengebäudes, gegossen um 1320.

## Denkmalschutz
Die Johanniskirche ist ein geschütztes Kulturdenkmal nach dem Denkmalschutzgesetz (DSchG) und in der Denkmalliste des Landes Rheinland-Pfalz eingetragen. Sie liegt in der Johannesstraße.
Seit 2002 ist die Johanniskirche Teil des UNESCO-Welterbes Oberes Mittelrheintal. Des Weiteren ist sie ein geschütztes Kulturgut nach der Haager Konvention und mit dem blau-weißen Schutzzeichen gekennzeichnet.